# سوسیال دموکراسی
سوسیال دموکراسی یا مردم‌سالاری جامعه‌خواه، یک ایدئولوژی سیاسی چپ، در قالب سیاست کلاسیک است. حرکت سوسیال دموکراسی معاصر، مسیر اصلاح نظام سرمایه‌داری را با درنظرگرفتن عدالت اجتماعی می‌پیماید.
سوسیال دموکراسی، در آغاز دربرگیرندهٔ انواع گرایش‌های مارکسیستی از گرایش‌های انقلابی همچون ولادیمیر لنین و رزا لوکزامبورگ تا گرایش‌های مختلفی مانند کارل کائوتسکی و ادوآرد برنشتاین بود، اما به‌خصوص، پس از جنگ جهانی اول و انقلاب اکتبر در روسیه، سوسیال دموکراسی بیشتر و بیشتر به گرایشی غیرانقلابی بدل شد.
تا آن جا که گرایش رویزیونیستی که ادوآرد برنشتاین نمایندگی می‌کرد، مبنی بر اینکه سوسیالیسم نه از طریق انقلاب بلکه از طریق اصلاحات تدریجی به دست می‌آید تقریباً بر کل سوسیال دموکراسی حاکم گشت. شعار بعضی سوسیال دموکرات‌ها «نه به انقلاب، آری به اصلاح» بوده‌است. (Evolution, not Revolution)
در میانه‌های سده بیستم سوسیال‌دموکرات‌ها از اِعمال قوانین جدی‌تر کار، ملی‌سازی صنایع اصلی و ایجاد دولت رفاه هواداری می‌کردند.
امروزه انترناسیونال سوسیالیست مهم‌ترین سازمانی است که در سطح جهانی احزاب سوسیال دموکرات را در کنار احزاب سوسیالیسم دمکراتیک دربر می‌گیرد.

## تفاوت با سوسیالیسم دمکراتیک

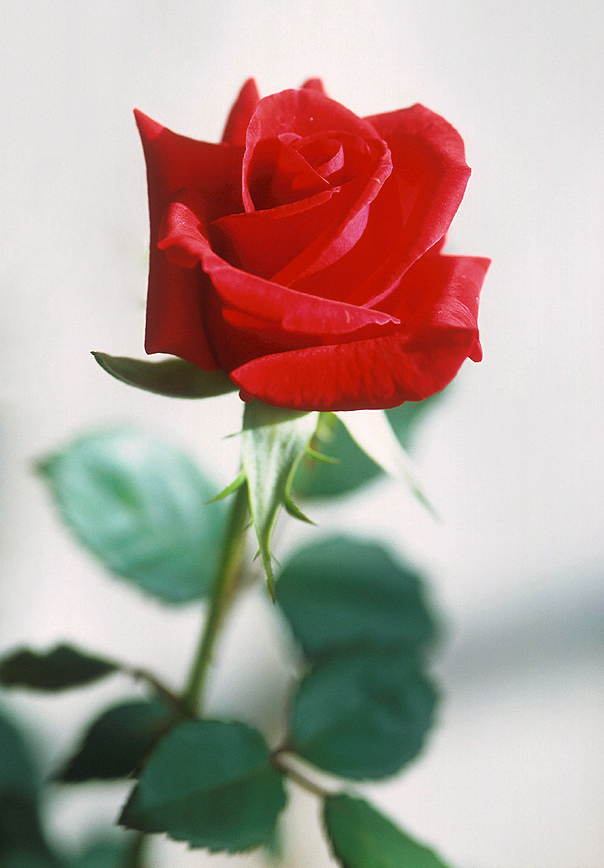
گل رز قرمز معمولاً به عنوان نماد مردم‌سالاری سوسیال به کار می‌رود. این نماد در دوره‌ای پس از جنگ جهانی دوم انتخاب شد.

سوسیال دموکراسی نباید با سوسیالیسم دمکراتیک اشتباه گرفته شود.
سوسیالیسم دمکراتیک در واقع انشعابی فکری از سوسیال دموکراسی است.
تفاوت این دو همیشه کاملاً مشخص نیست اما سوسیالیسم دموکراتیک معمولاً چپ‌تر از سوسیال دموکراسی است. احزاب سوسیال دموکرات به همراه احزاب سوسیالیست دموکراتیک در انترناسیونال سوسیالیست گرد آمده‌اند.

## در ایران
تنها احزاب ایرانی عضو انترناسیونال سوسیالیست احزاب ذیل هستند که در انترناسیونال سوسیالیست پذیرفته شده‌اند:
- حزب دموکرات کردستان ایران[نیازمند منبع] عضو دائم
- کومله عضو ناظر

## احزاب شناخته‌شده
- بریتانیا: حزب کارگر
- فنلاند: حزب سوسیال دموکرات فنلاند
- هند: کنگره ملی هند
- آلمان: حزب چپ، حزب سوسیال دموکرات آلمان
- فرانسه: حزب سوسیالیست، حزب چپ
- پاکستان - حزب مردم پاکستان
- ایران - حزب دموکرات کردستان ایران (حدکا)، حزب چپ ایران (فداییان خلق) حزب کومله کردستان ایران (حزب سوسیال دمکرات)
- عراق - اتحادیه میهنی کردستان
- اسپانیا - حزب کارگران سوسیالیست اسپانیا
- اتریش - حزب سوسیال‌دموکرات اتریش
- هلند - حزب کارگر
- اسرائیل - حزب مرتز
- ترکیه - حزب دموکراتیک خلق‌ها